# 菊池浩一
菊地 浩一（きくち こういち、1977年2月23日 - ）は、日本の男性シュートボクサー。大阪府東大阪市出身。寝屋川ジム所属。吉鷹弘に指導を受けており、ローキックを得意とする。

## 来歴
2002年11月4日、シュートボクサーとしてプロデビュー。松本賢治に3RTKO勝ち。
2004年7月10日、元Jリーガーでプロ格闘家デビュー戦の矢野マイケルと対戦予定であったが、矢野がB型肝炎ウイルス感染者であることが判明し、菊地も欠場となった。
2004年12月19日、『DEAD OR ALIVE TOURNAMENT '04』に出場。1回戦で城戸康裕に2RKO勝ち。準決勝でCRAZY884に1RKO勝ち。決勝戦で裕樹に1RKO勝ちで優勝を果たした。
2005年1月23日、SHOOT BOXING 2005 GROUND ZERO FUKUOKAでクリスチャン・アレンにTKO勝ち。試合後のリング上で宍戸大樹に対して対戦を呼びかけた。
2005年3月6日、SB日本ウェルター級王座決定戦で宍戸大樹と対戦し、0-3の判定負けで王座獲得ならず。デビュー以来の連勝記録も12でストップした。
2007年11月24日、シュートボクシングオランダ旗揚げ大会に参戦。シャヒッド・オラド・アラフに0-3の判定負け。
2008年2月3日、SB日本スーパーウェルター級王座決定戦で金井健治と対戦し、0-3の判定負けで王座獲得ならず。
2008年11月24日、S-cup 2008でかつての後輩梅野孝明と対戦し、0-3の判定負けを喫した。
梅野戦以降メディアに姿を見せていなかったが、師・吉鷹弘が2011年に上梓した『吉鷹弘の打撃革命』にモデルとして登場した。

## 戦績
| キックボクシング 戦績 | キックボクシング 戦績 | キックボクシング 戦績 | キックボクシング 戦績 | キックボクシング 戦績 | キックボクシング 戦績 | キックボクシング 戦績 |
| --------------------- | --------------------- | --------------------- | --------------------- | --------------------- | --------------------- | --------------------- |
| 28 試合               | (T)KO                 | 判定                  | その他                | 引き分け              | 無効試合              |                       |
| 19 勝                 | 12                    | 7                     | 0                     | 0                     | 0                     |                       |
| 9 敗                  | 1                     | 8                     | 0                     | 0                     | 0                     |                       |

| 勝敗 | 対戦相手                         | 試合結果                                    | 大会名                                                                           | 開催年月日     |
| ×    | 梅野孝明                         | 3R終了 判定0-3                              | SHOOT BOXING WORLD TOURNAMENT S-cup 2008                                         | 2008年11月24日 |
| ×    | マルフィオ・カノレッティ         | 3R終了 判定0-2                              | SHOOT BOXING 2008 火魂〜Road to S-cup〜 其の参                                   | 2008年5月28日  |
| ×    | 金井健治                         | 5R+延長R終了 判定0-3                        | SHOOT BOXING 2008 火魂〜たまし〜 其の壱 【SB日本スーパーウェルター級王座決定戦】 | 2008年2月3日   |
| ○    | アダム・ヒグソン                 | 5R終了 判定3-0                              | SHOOT BOXING 2007 無双〜MU-SO〜 其の伍                                           | 2007年12月23日 |
| ×    | シャヒッド・オラド・アラフ       | 3R終了 判定0-3                              | TEAM SOUWER & FIGHTCLUB DEN BOSCH PRESENT "SHOOT BOXING"                         | 2007年11月24日 |
| ×    | マーク・ホーミニック             | 3R終了 判定0-2                              | SHOOT BOXING 2007 無双〜MU-SO〜 其の参 【日本SB×北米MMA対抗戦・副将戦】          | 2007年7月28日  |
| ○    | 姜春鵬                           | 3R終了 判定3-0                              | SHOOT BOXING 2007 無双〜MU-SO〜 其の弐                                           | 2007年5月25日  |
| ○    | 川端健司                         | 3R終了 判定3-0                              | R.I.S.E. FIREBALL 1                                                              | 2007年4月12日  |
| ○    | ファープラターン・シンマナサック | 2R 2:45 TKO（タオル投入）                   | SHOOT BOXING 2007 無双〜MU-SO〜 其の壱                                           | 2007年2月25日  |
| ×    | ライアン・シムソン               | 3R終了 判定0-2                              | SHOOT BOXING WORLD TOURNAMENT S-cup 2006 【リザーブマッチ】                      | 2006年11月3日  |
| ○    | 土井広之                         | 5R終了 判定3-0                              | SHOOT BOXING 2006 NEO ΟΡΘΡΟΖ Series 5th                                          | 2006年9月23日  |
| ○    | SHINOBU・ツグト・アマラ          | 5R終了 判定2-0                              | SHOOT BOXING 2006 NEO ΟΡΘΡΟΖ Series 4th                                          | 2006年7月7日   |
| ×    | 大野崇                           | 4R 1:45 KO（右跳び膝蹴り）                  | SHOOT BOXING 2006 NEO ΟΡΘΡΟΖ Series 1st                                          | 2006年2月9日   |
| ○    | 金井健治                         | 1R 2:03 TKO（ドクターストップ：左瞼カット） | SHOOT BOXING 2005 20th ANNIVERSARY SERIES 5th                                    | 2005年11月25日 |
| ×    | 龍二                             | 5R終了 判定0-3                              | SHOOT BOXING 2005 20th ANNIVERSARY SERIES 4th                                    | 2005年4月29日  |
| ×    | 宍戸大樹                         | 3分5R終了 判定0-3                           | SHOOT BOXING 20th ANNIVERSARY SERIES 【SB日本ウェルター級王座決定戦】            | 2005年3月6日   |
| ○    | クリスチャン・アレン             | 4R 2:32 TKO（3ダウン）                      | SHOOT BOXING 2005 GROUND ZERO FUKUOKA                                            | 2005年1月23日  |
| ○    | 裕樹                             | 1R 1:26 KO（3ダウン：左ローキック）         | R.I.S.E. DEAD or ALIVE Tournament '04 【決勝】                                   | 2004年12月19日 |
| ○    | CRAZY884                         | 1R 0:57 KO（2ダウン：左ローキック           | R.I.S.E. DEAD or ALIVE Tournament '04 【準決勝】                                 | 2004年12月19日 |
| ○    | 城戸康裕                         | 2R 1:44 KO（2ダウン：左ローキック）         | R.I.S.E. DEAD or ALIVE Tournament '04 【1回戦】                                  | 2004年12月19日 |
| ○    | ゲンナロン・ウィラサクレック     | 5R+延長2R終了 判定3-0                       | SHOOT BOXING ∞-S 〜Infinity-S〜 vol.5                                            | 2004年11月5日  |
| ○    | 裕樹                             | 5R終了 判定3-0                              | SHOOT BOXING ∞-S 〜Infinity-S〜 vol.3                                            | 2004年6月4日   |
| ○    | 狩野治武                         | 1R 2:37 KO（左ストレート）                  | SHOOT BOXING ∞-S 〜infinity-S〜 vol.2                                            | 2004年4月18日  |
| ○    | 鈴木康之                         | 1R 2:20 KO                                  | SHOOT BOXING Inspire S                                                           | 2004年1月25日  |
| ○    | 尾松賢                           | 3R 2:08 KO（パンチ連打）                    | SHOOT BOXING "S" of the World Vol.6                                              | 2003年12月7日  |
| ○    | 木田将大                         | 3R 0:25 TKO                                 | 龍生塾 THE FORCE                                                                 | 2003年9月21日  |
| ○    | 大橋尚宏                         | 2R 1:40 TKO（レフェリーストップ）           | SHOOT BOXING "S" of the World Vol.4                                              | 2003年7月4日   |
| ○    | 松本賢治                         | 3R 1:29 TKO（タオル投入）                   | SHOOT BOXING The age of "S" Vol.5                                                | 2002年11月4日  |

## 獲得タイトル
- R.I.S.E. DEAD OR ALIVE TOURNAMENT '04 優勝